# Trenitalia
Trenitalia S.p.A. è un'azienda pubblica partecipata al 100% da Ferrovie dello Stato Italiane, ed è la principale società italiana per la gestione del trasporto ferroviario passeggeri. L'azienda, al pari delle altre società operative, fa parte della holding Ferrovie dello Stato Italiane.

## Storia
Nata come Italiana Trasporti Ferroviari S.p.A., facente parte del Gruppo Ferrovie dello Stato S.p.A., diventa Trenitalia S.p.A. a maggio 2000, per scorporo di Divisione Passeggeri, Divisione Trasporto Regionale, Divisione Cargo e Unità Tecnologia e Materiale Rotabile dalla vecchia FS S.p.A. in seguito alla direttiva europea n. 440/91 che prevedeva la separazione contabile fra soggetti che operano come vettori e gestori delle infrastrutture (in Italia RFI S.p.A.) in modo da aprire il mercato alla libera concorrenza tra le aziende che si occupano del traffico.
A loro volta le quattro Divisioni erano sorte nel 1999, come evoluzione delle ex aree strategiche d'affari "Passeggeri", "Trasporto Metropolitano e Regionale", "Logistica Integrata" e "Materiale Rotabile e Trazione".
Nel 2021 Trenitalia entra a far parte, dopo una riorganizzazione interna al Gruppo FS, del "Polo Passeggeri" di cui è anche a capo.

## Polo Passeggeri
Per il Polo Passeggeri, Trenitalia è organizzata in tre aree di affari e in direzioni centrali: Direzione Business Alta Velocità (DBAV), Direzione Business Regionale e Sviluppo Intermodale (DBRSI) e Direzione Business InterCity (DBIC).

### Direzione Business Alta Velocità (DBAV)
Il servizio a media e lunga percorrenza (della DBAV) include sia i treni a mercato, ossia i convogli potenzialmente profittevoli (per i quali i ricavi da biglietti venduti possono pareggiare o superare i costi di realizzazione del servizio), sia i treni del Servizio universale, quelli per i quali i ricavi non possono coprire i costi del servizio e la loro effettuazione avviene quindi grazie a un contributo pubblico. Per tali treni viene sottoscritto un Contratto di servizio con lo Stato, che determina numero e caratteristiche di tali convogli e le risorse finanziarie che ne garantiscono la circolazione.
La DBAV effettua il trasporto passeggeri sia nazionale che internazionale, compresa l'Alta Velocità, e realizza un'offerta di circa 80 milioni di treni-km/anno. Ogni giorno, circa 410 treni collegano oltre 260 città, le più importanti aree metropolitane, i maggiori capoluoghi, le aree di interesse turistico e industriale, trasportando circa 180 000 persone, per un totale di 60 milioni di viaggiatori l'anno.
Ricadono nell'ambito dei servizi a mercato 109 treni Frecciarossa, 18 Frecciargento, 10 Frecciabianca; nell'ambito del servizio Universale previsto dal Contratto di Servizio con lo Stato 118 Intercity, 24 Intercity Notte e 6 Bus.
Nel 2022 sono state effettuate, ogni giorno, 250 corse con treni Frecciarossa, 120 corse Intercity/Intercity Notte. Dal cambio orario estivo 2022 la maggior parte dei treni Frecciargento e Frecciabianca va a scomparire, unificandosi sotto il brand Frecciarossa.
Trenitalia collabora con altre imprese ferroviarie per i collegamenti internazionali diretti con l'Austria, la Francia, la Germania e la Svizzera. 
Svolge, tramite controllate, corse in Francia (Trenitalia France) e in Spagna (Iryo).
La DBAV presidia inoltre i canali di vendita diretti (biglietterie), indiretti (agenzie di viaggio, anche all'estero), in rete, tramite app, i servizi di assistenza a terra e tutte le attività commerciali.

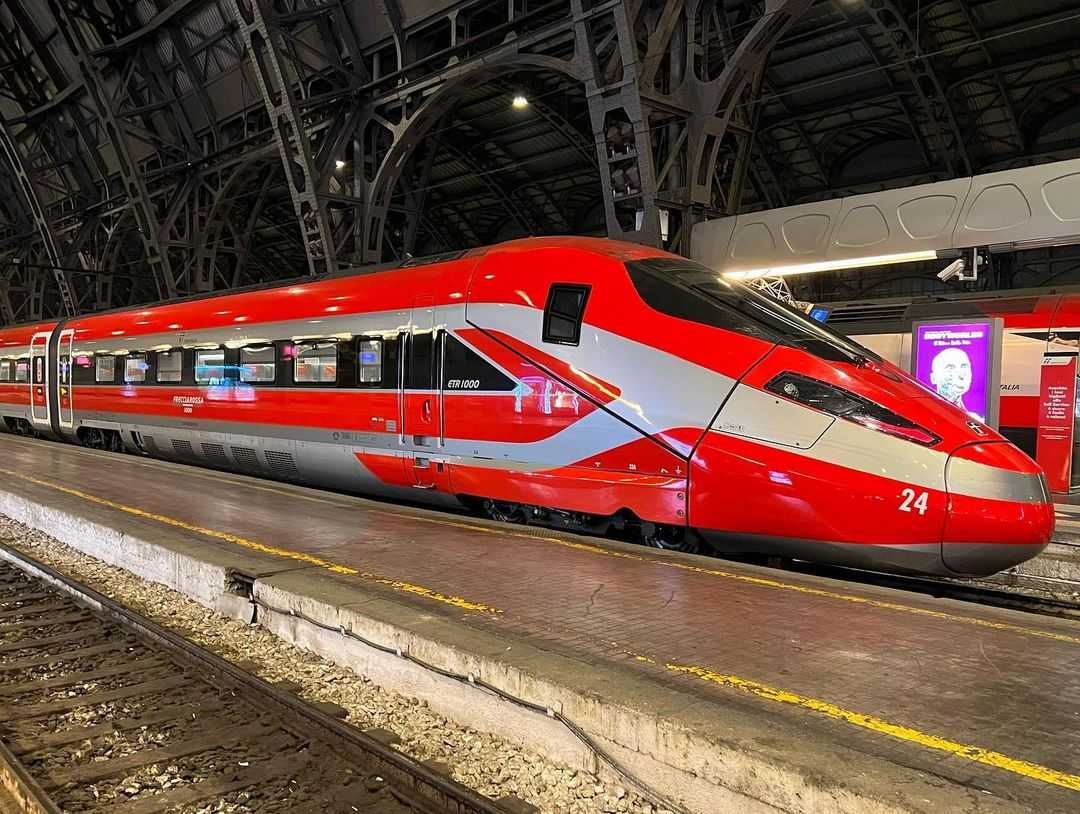
Frecciarossa 1000
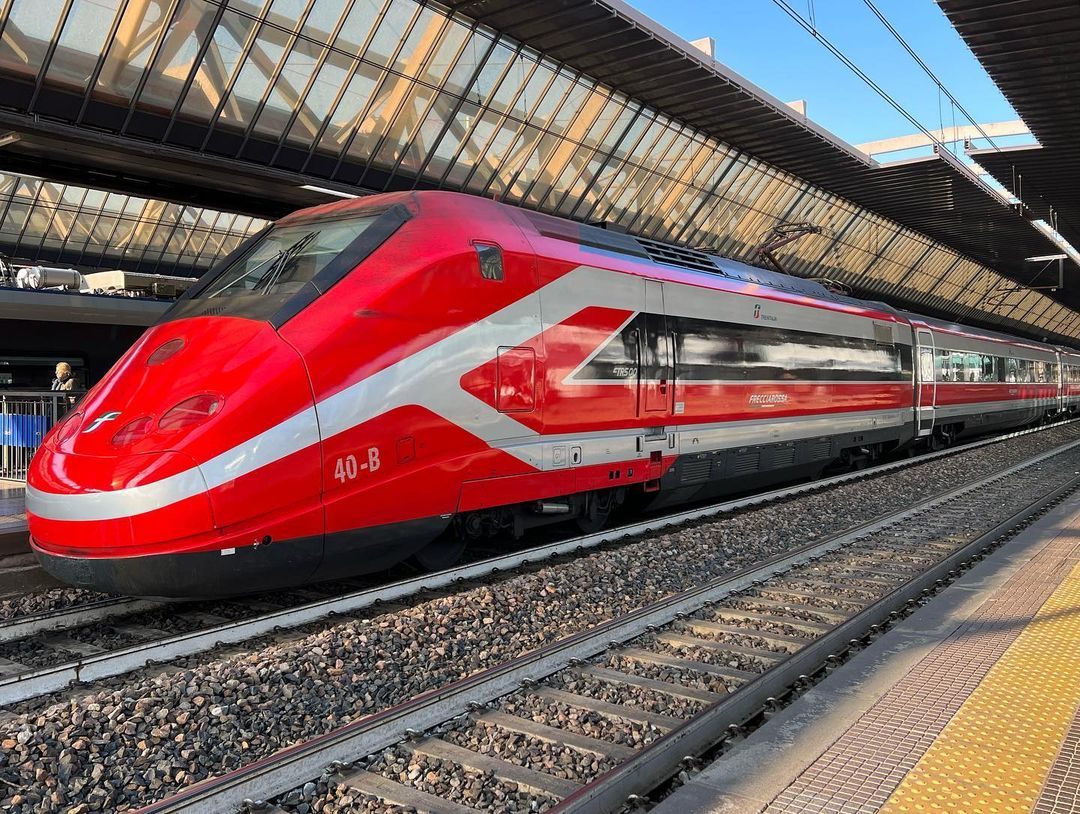
ETR.500 Frecciarossa
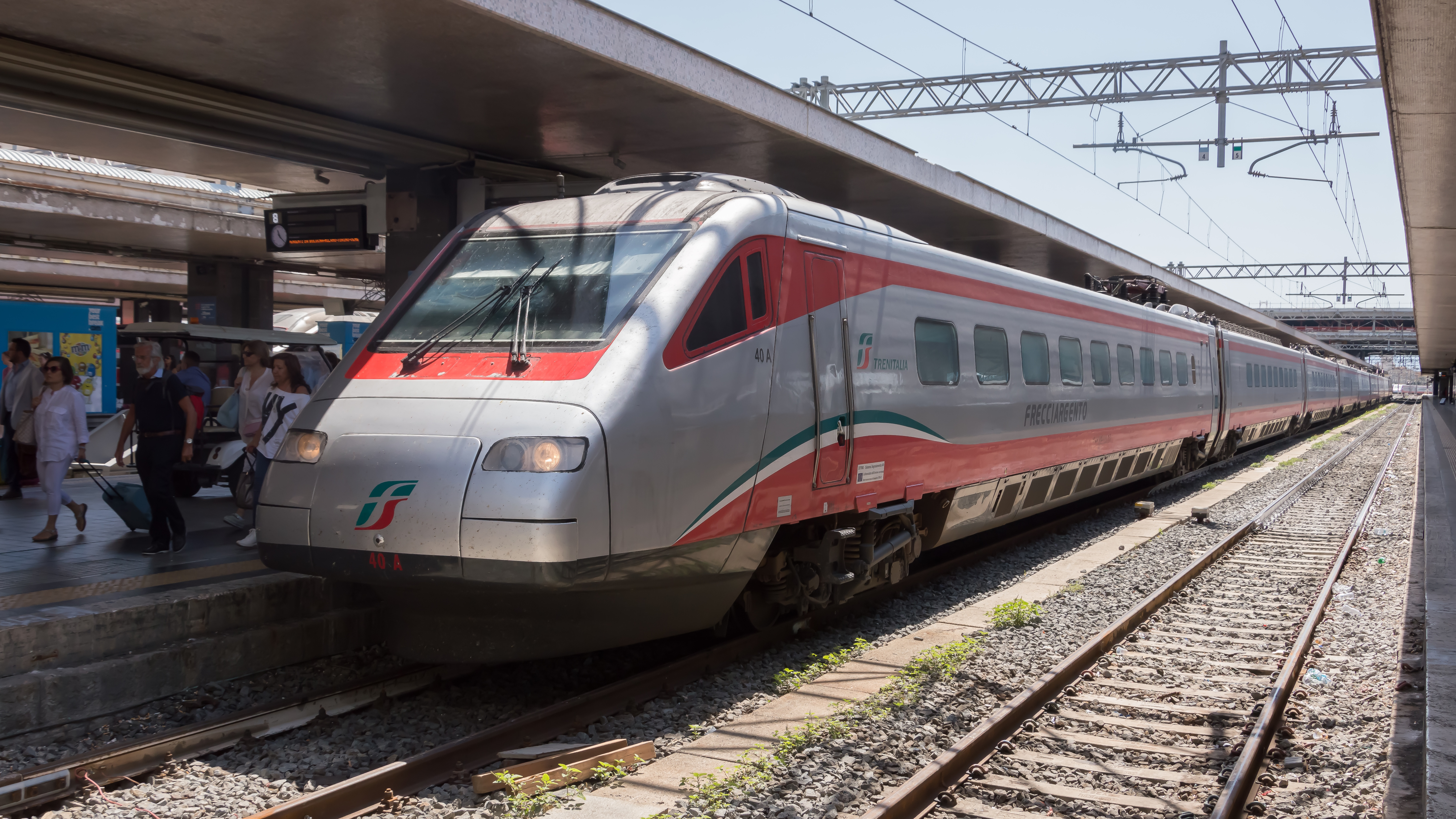
ETR.485 Frecciargento
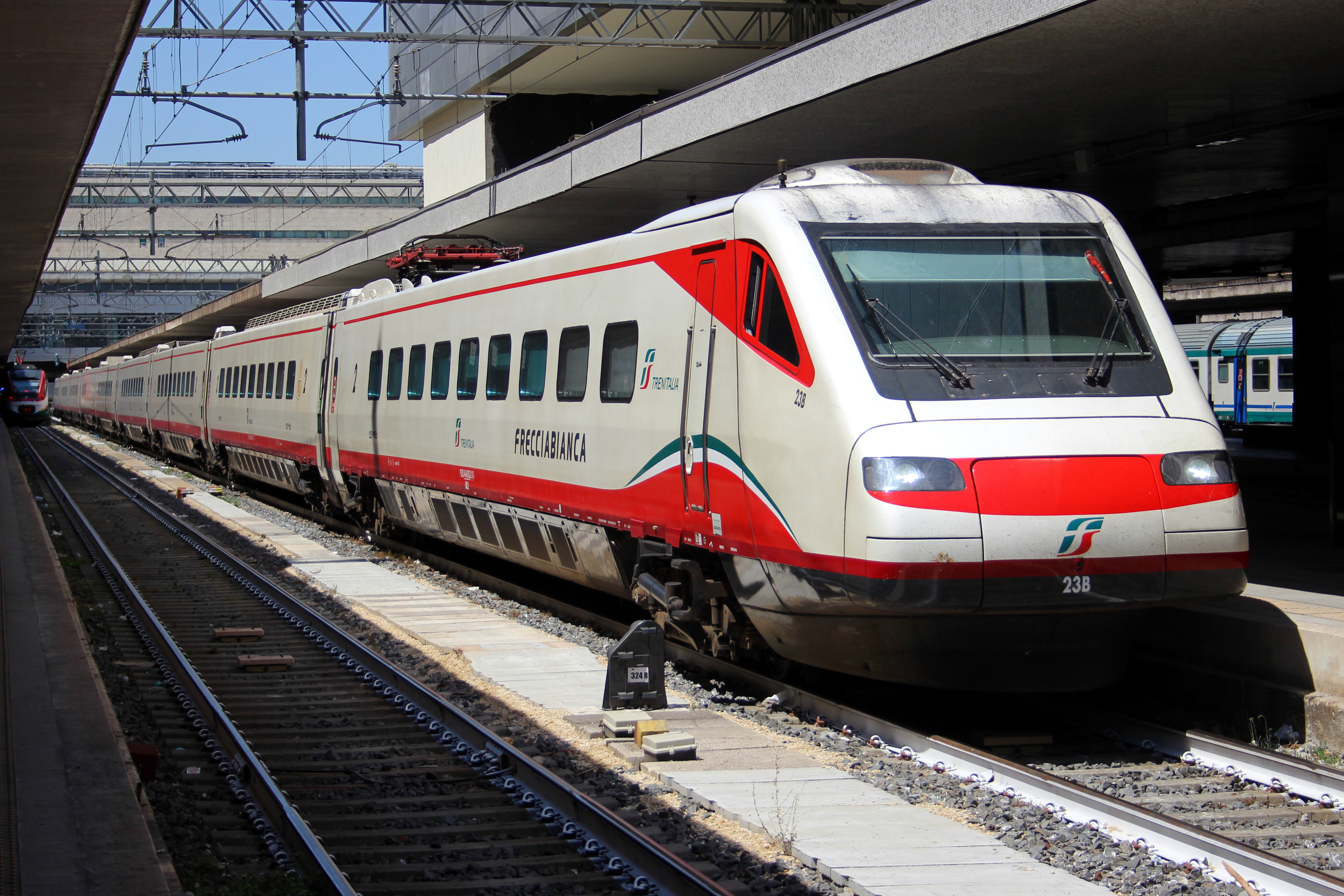
ETR.460 Frecciabianca
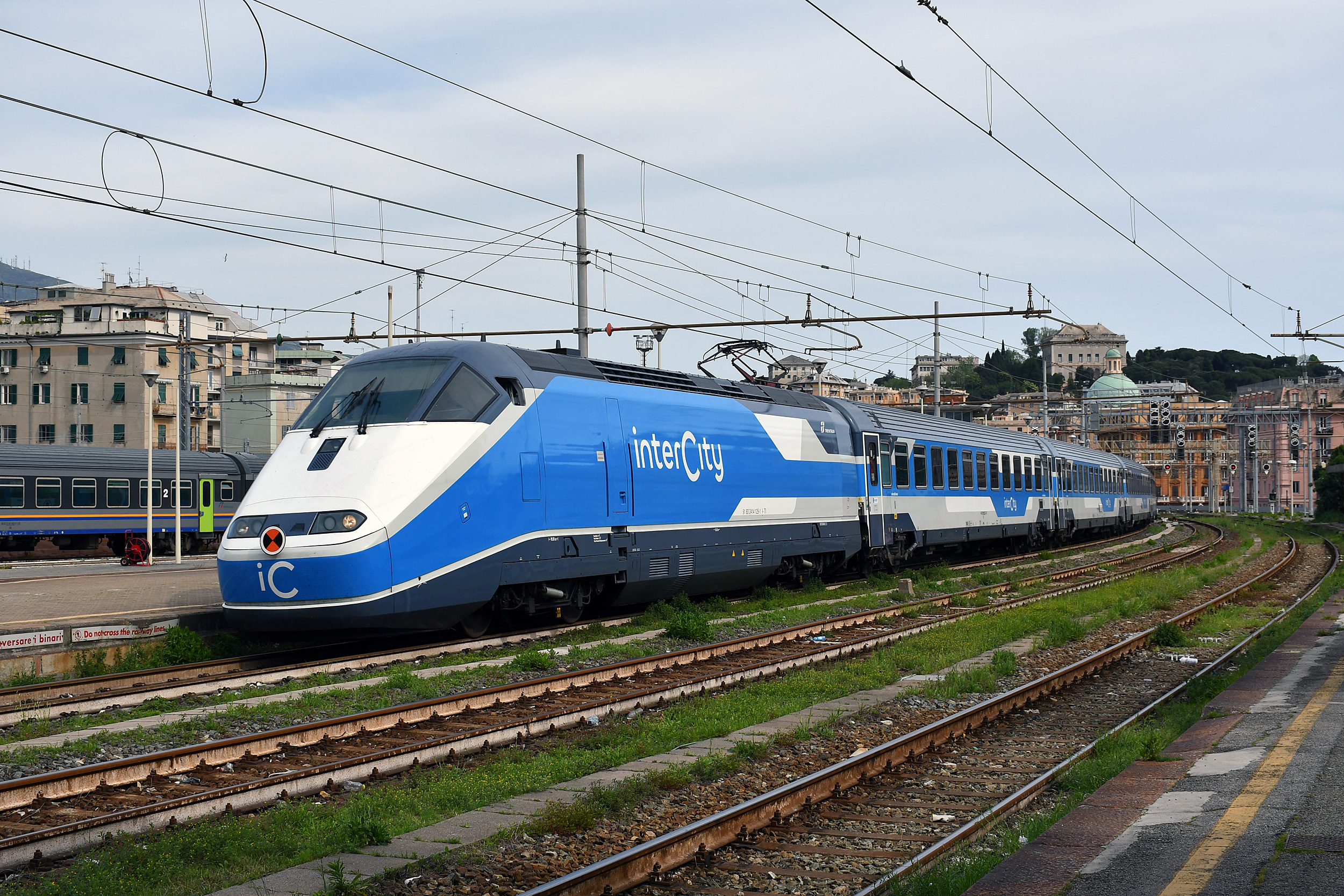
InterCity

### Direzione Business InterCity
La Direzione Business IC gestisce i servizi di trasporto passeggeri a livello nazionale, effettuati con treni Intercity e Intercity Notte che rientrano nel contratto stipulato tra Trenitalia e il Ministero delle Infrastrutture e dei Trasporti per garantire un servizio universale di base a prezzi calmierati, per una offerta di circa 25 milioni di treni-km/anno, con un totale di circa 16 milioni di viaggiatori l'anno.
Con i treni Intercity ogni giorno si effettuano 102 collegamenti, che raggiungono oltre 200 città di grandi o medie dimensioni mentre con gli Intercity Notte sono disponibili 24 collegamenti giornalieri.

### Direzione Business Regionale e Sviluppo Intermodale (DBRSI)
La Divisione Business Regionale e Sviluppo Intermodale (DBRSI) di Trenitalia fornisce il servizio di trasporto pubblico locale ferroviario, secondo quanto previsto dal Decreto Legislativo 422/97 (Liberalizzazione ferroviaria), attraverso contratti di servizio stipulati con 15 regioni e con le province autonome di Trento e Bolzano.
Per la Valle d'Aosta, Sicilia e Sardegna nonché per alcuni servizi interregionali indivisi il servizio è regolato attraverso un contratto con il Ministero delle infrastrutture e dei trasporti.
I servizi per la Lombardia sono definiti da un contratto tra la Regione e Trenord, joint-venture tra Trenitalia ed il Gruppo FNM.
I servizi per l'Emilia-Romagna sono definiti da un contratto tra la Regione e Trenitalia Tper, joint-venture analoga tra Trenitalia e la TPER. Il 15 maggio 2014 le due società Trenitalia e Tper sottoscrissero un accordo, impegnandosi a costituire un raggruppamento temporaneo di imprese per presentare un'offerta congiunta e, in caso di aggiudicazione della gara, a costituire una società di capitali per erogare il servizio al bando di gara per la concessione del servizio di trasporto pubblico regionale su ferrovia della regione Emilia-Romagna. La stessa regione ha prorogato il Contratto di Servizio fino al 30 giugno 2015 e, nel contempo, ha avviato la procedura di gara di assegnazione dei servizi ferroviari prevedendo una copertura di circa 22 anni. Concluse le procedure di affidamento del servizio nacque la società Trenitalia Tper con il conferimento dei rami d'azienda di Trenitalia e Tper appartenenti al trasporto ferroviario regionale in Emilia-Romagna. La cui costituzione fu formalizzata il 5 dicembre 2019, con efficacia dal 1º gennaio 2020, data di inizio della piena operatività della nuova società.
Ai sensi dell’art. 2497-septies c.c. è responsabile del monitoraggio del servizio fornito da Ferrovie del Sud Est per conto del Gruppo FS, società con socio unico soggetta alla direzione e coordinamento dalla stessa Trenitalia per il polo passeggeri.
I contratti stipulati dalle Regioni con Trenitalia sono pluriennali, la maggior parte di essi scadeva nel 2021.
A dicembre 2013 il Veneto, l'Abruzzo e la Toscana hanno comunicato che procederanno ad avviare le procedure di gara per l'assegnazione dei servizi ferroviari, mentre, nel corso del 2014 è prevista la pubblicazione del bando di gara per il Friuli Venezia Giulia.
Con i Contratti di Servizio il committente, la Regione, stabilisce nel dettaglio la quantità del servizio, parametri di qualità, puntualità e regolarità (tali parametri devono essere garantiti per non incorrere in sanzioni), le tariffe (prezzo dei biglietti e degli abbonamenti), gli orari, la frequenza, i tipi di treni, il numero di carrozze, le stazioni servite, il numero di fermate, le biglietterie ecc. Trenitalia, come fornitore, riceve in cambio un corrispettivo.
Le Regioni possono contribuire, con risorse proprie, al rinnovo del parco (Materiale Rotabile).
Il Contratto di Servizio definisce anche la Carta dei Servizi, un documento attraverso il quale i clienti possono conoscere gli impegni programmatici che Trenitalia ha preso con la Regione, nello svolgimento della propria attività, i servizi offerti e gli obiettivi che si è prefissata.
Il Decreto Legislativo 422/97 stabilisce che il costo del servizio (al netto dei costi dell'infrastruttura) sia coperto dai ricavi per almeno il 30% circa; spetta poi alle Regioni impegnare ulteriori risorse finanziarie per garantire la completa sostenibilità economica del trasporto regionale.
Da un confronto internazionale per Trenitalia i ricavi unitari complessivi (corrispettivi regionali + ricavi da biglietti e abbonamenti espressi in euro a passeggero-km), sono inferiori a quelli percepiti dalle maggiori imprese ferroviarie europee (in Germania e Francia).
Sul sito Trenitalia esiste una sezione dedicata per i treni Regionali dalla quale è possibile individuare le informazioni e i servizi per ciascuna regione di interesse.
Nel 2013 una delle novità è stata l'introduzione del biglietto elettronico: proprio come per i treni AV dopo l'acquisto telematico è possibile mostrare al personale di bordo il biglietto ricevuto sui propri dispositivi elettronici.
Altri punti vendita, oltre alle classiche biglietterie in stazione e alle fai-da-te, sono le LIS PAGA di Lottomatica e i Punti SisalPay.
In Piemonte nel 2014 è stata introdotta la prima "Smart card", una tessera elettronica dove poter caricare elettronicamente gli Abbonamenti (compresi gli annuali Studenti), acquistati sul sito o presso le fai-da-te.
In seguito anche in Veneto, Emilia-Romagna e Toscana sono state introdotte tessere denominate "Unica" che permettono di caricare abbonamenti in collaborazione con aziende di trasporto pubblico locale (DolomitiBus in Veneto, Tper in Emilia-Romagna e Ataf in Toscana).
Trenitalia ha effettuato, nel corso del 2022, oltre 6 mila corse regionali, 260 corse regionali Ferrovie del Sud Est, 1400 corse autobus Ferrovie del Sud Est, 12 mila corse autobus Busitalia.
Il 2 ottobre 2024, Trenitalia ha lanciato il nuovo marchio "Regionale" con una conferenza stampa presso la stazione di Roma Ostiense a cui ha fatto seguito il "Rebel Revolution Fest", l'evento celebrativo di due serate organizzato in collaborazione con RTL 102.5 e Radio Zeta presso Parco Schuster.

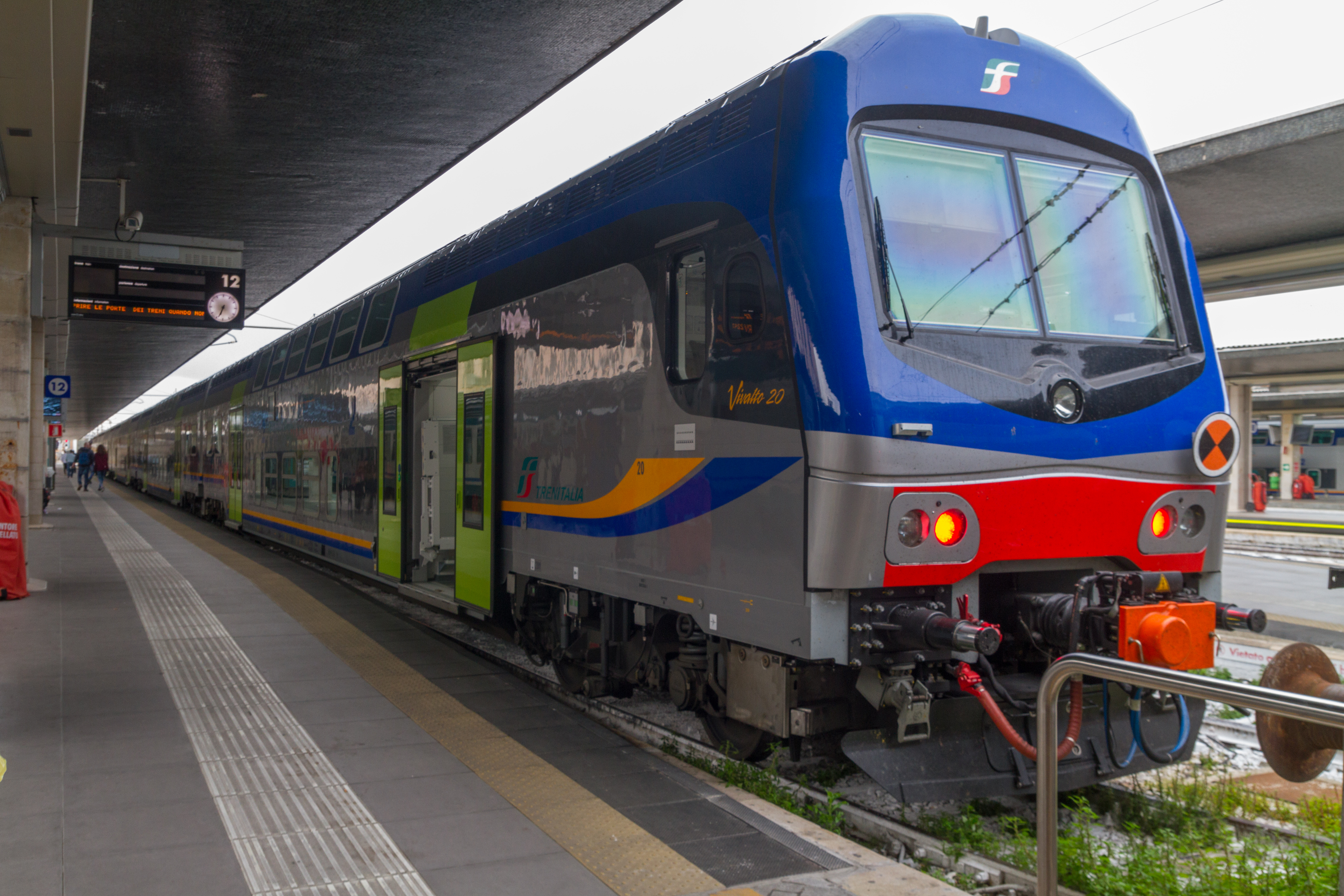
Vivalto
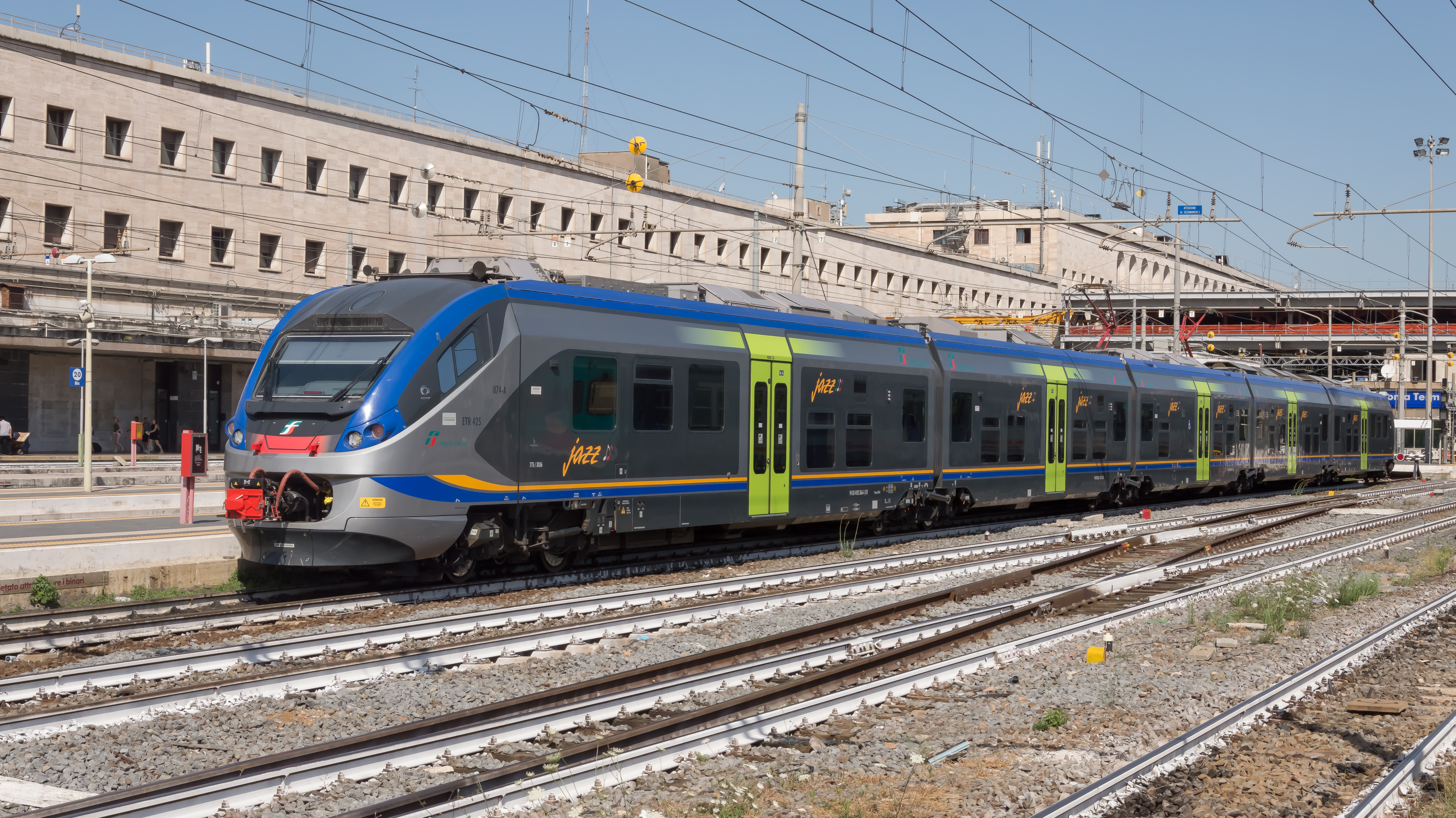
Jazz
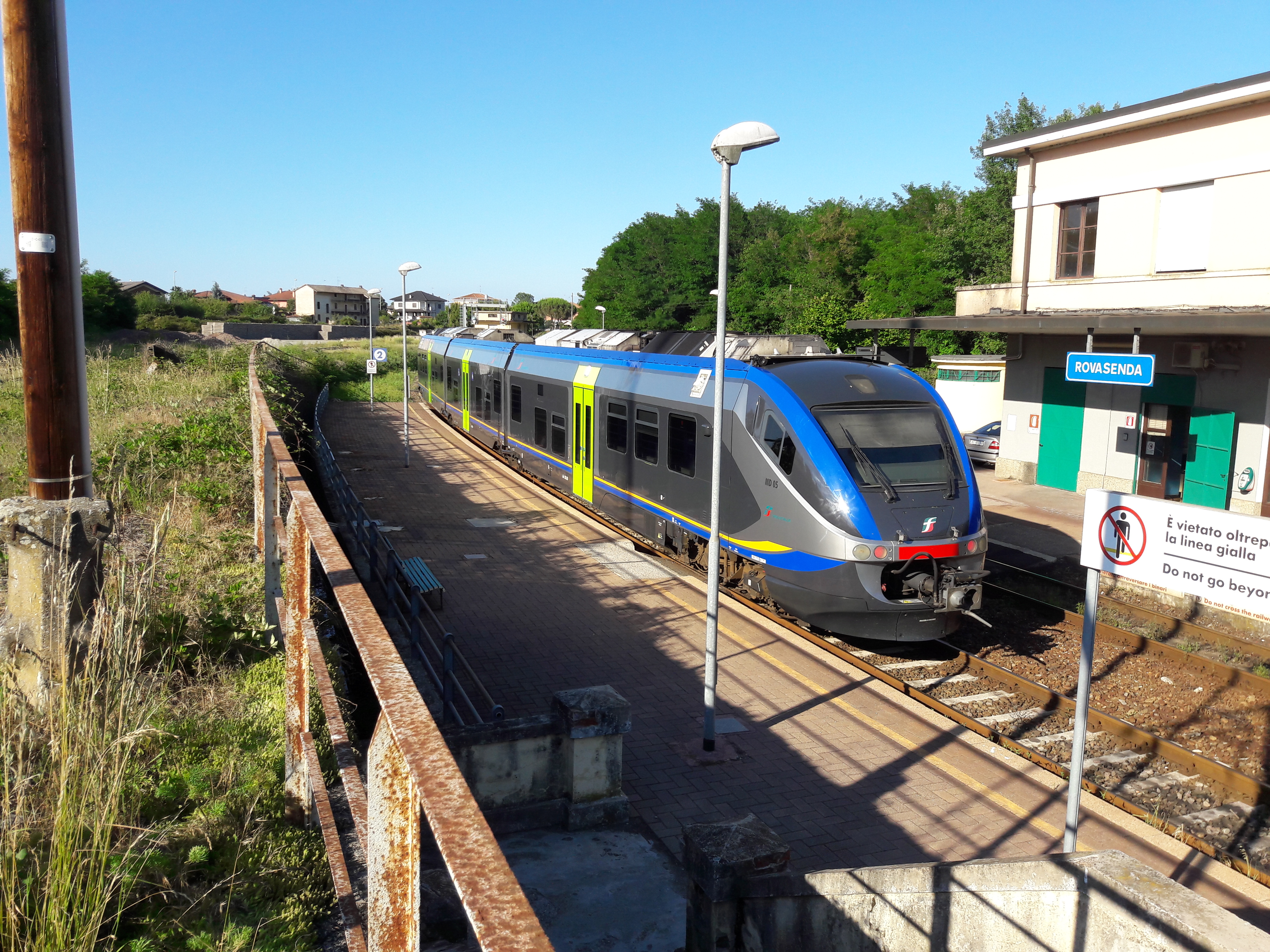
Minuetto diesel
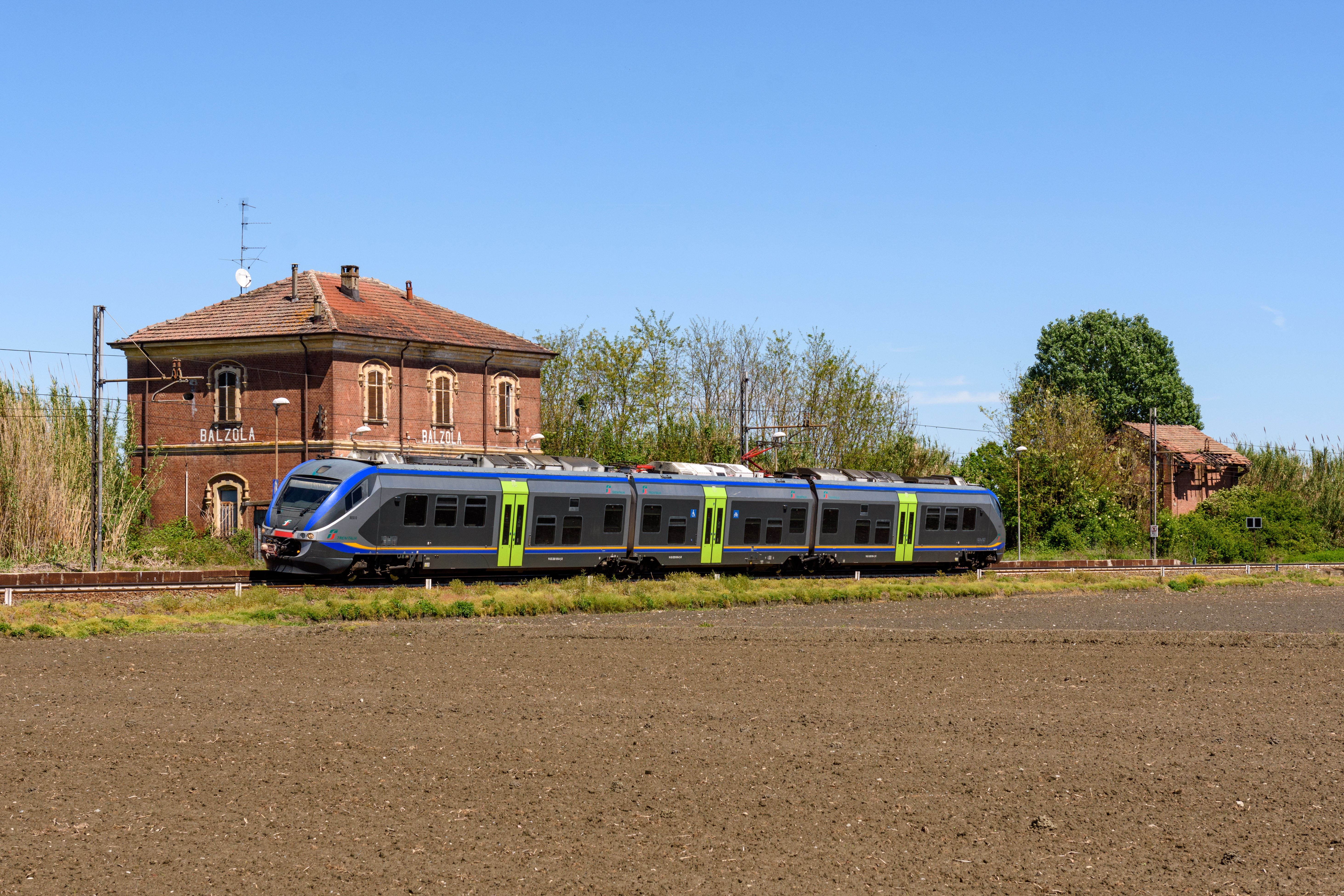
Minuetto elettrico
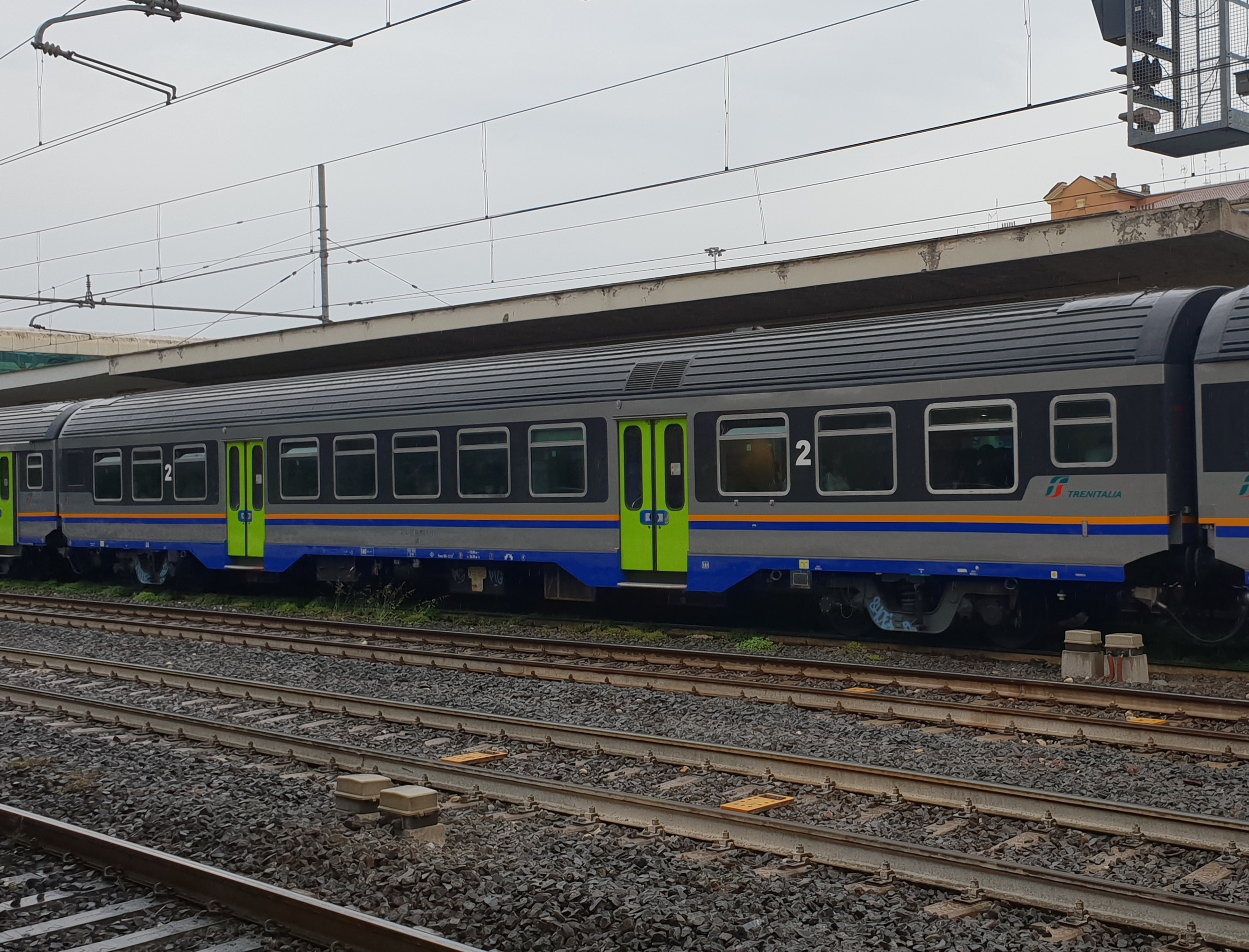
Carrozze Medie Distanze Vestiboli Centrali (MDVC)
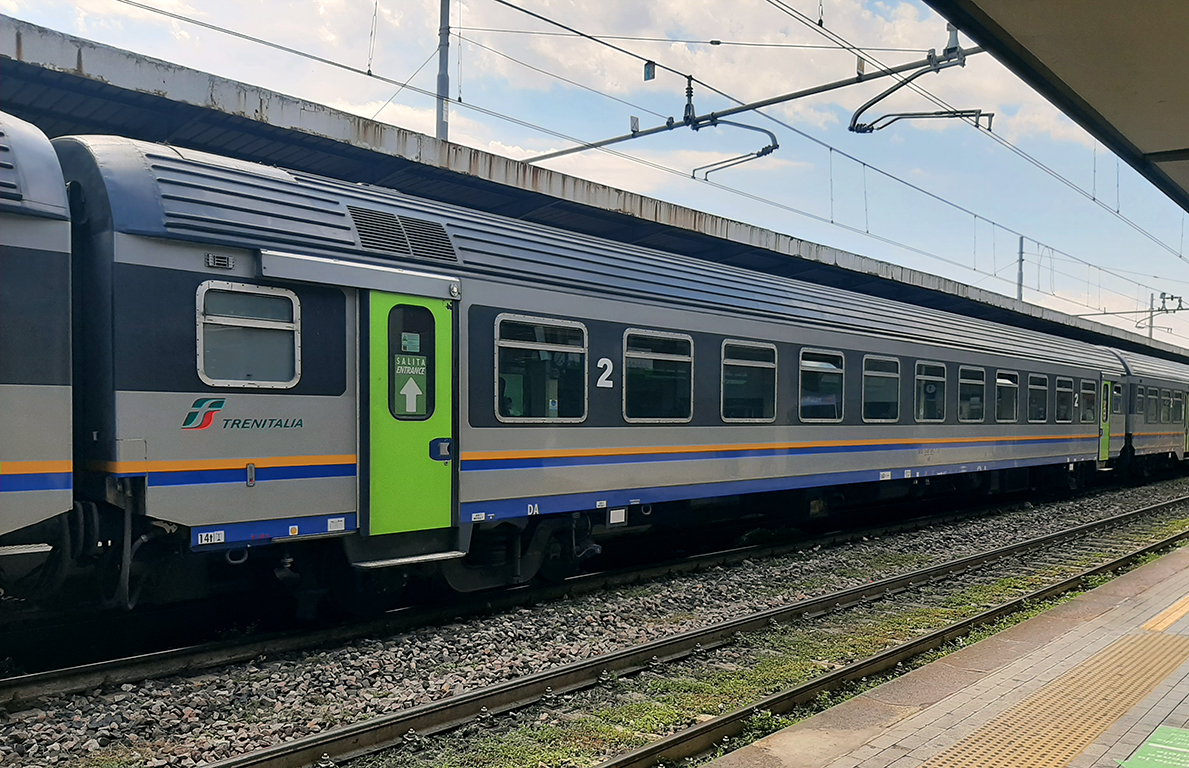
Carrozze Medie Distanze Vestiboli Estremi (MDVE)
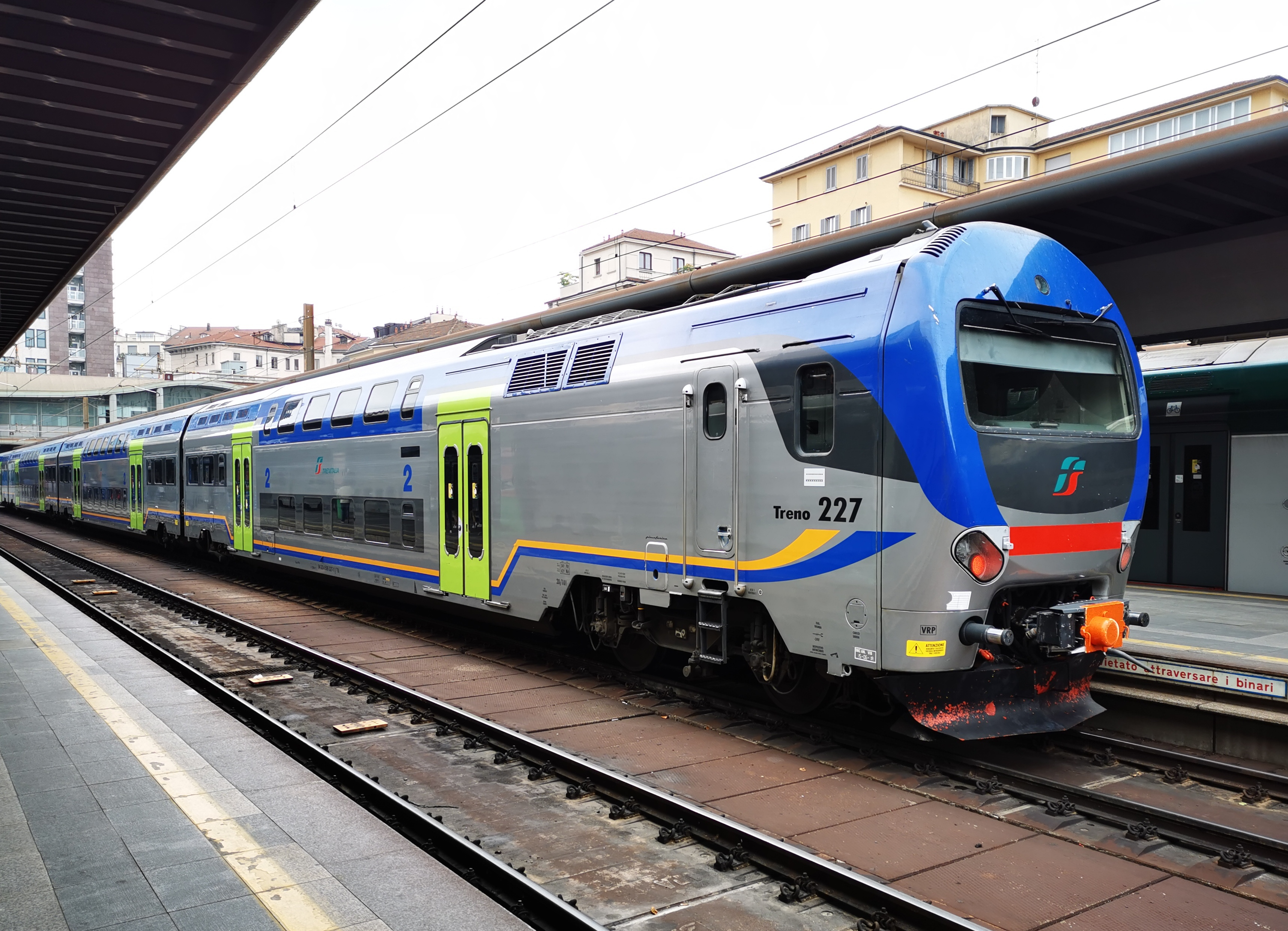
Treno Alta Frequentazione
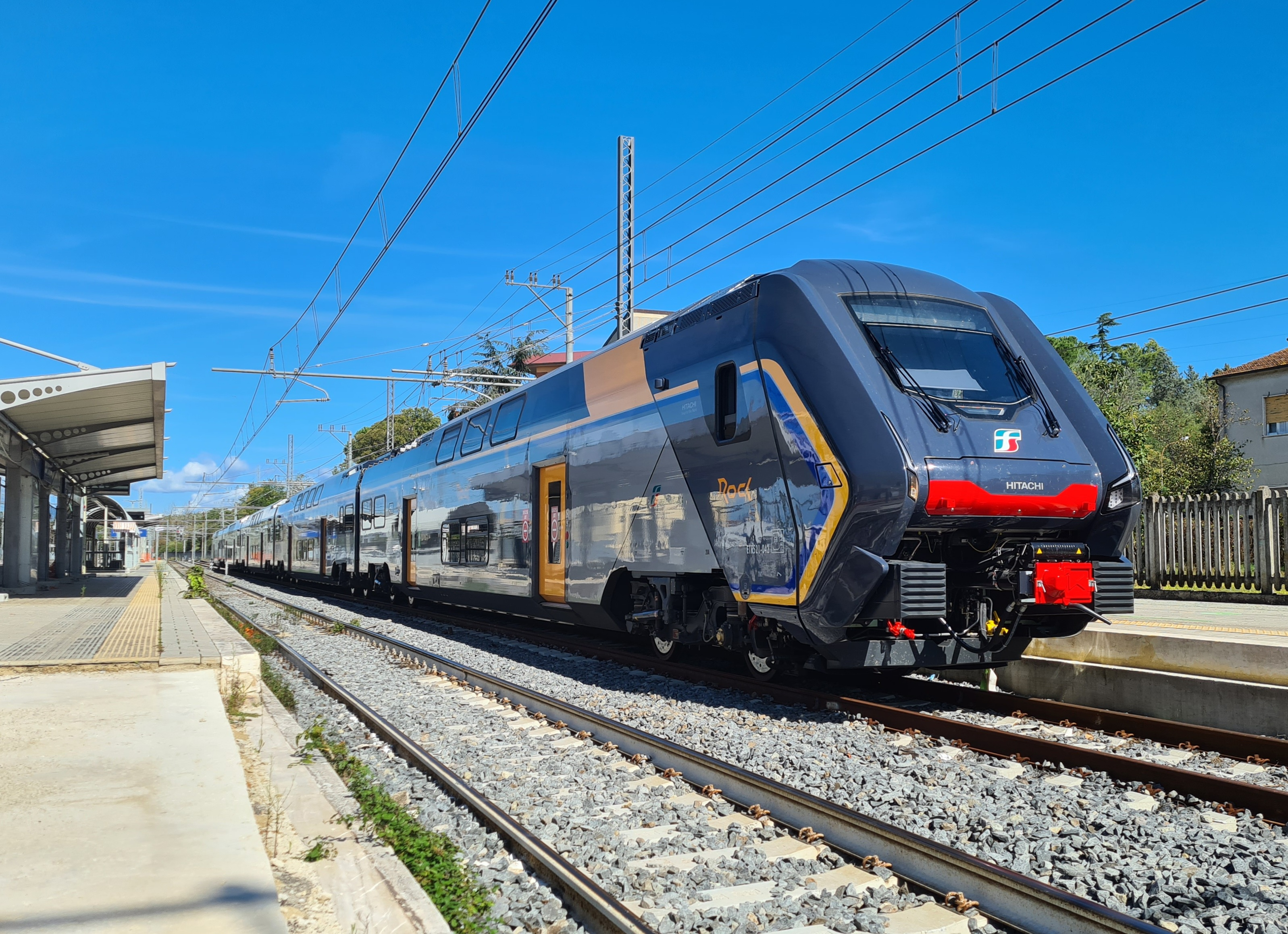
Rock
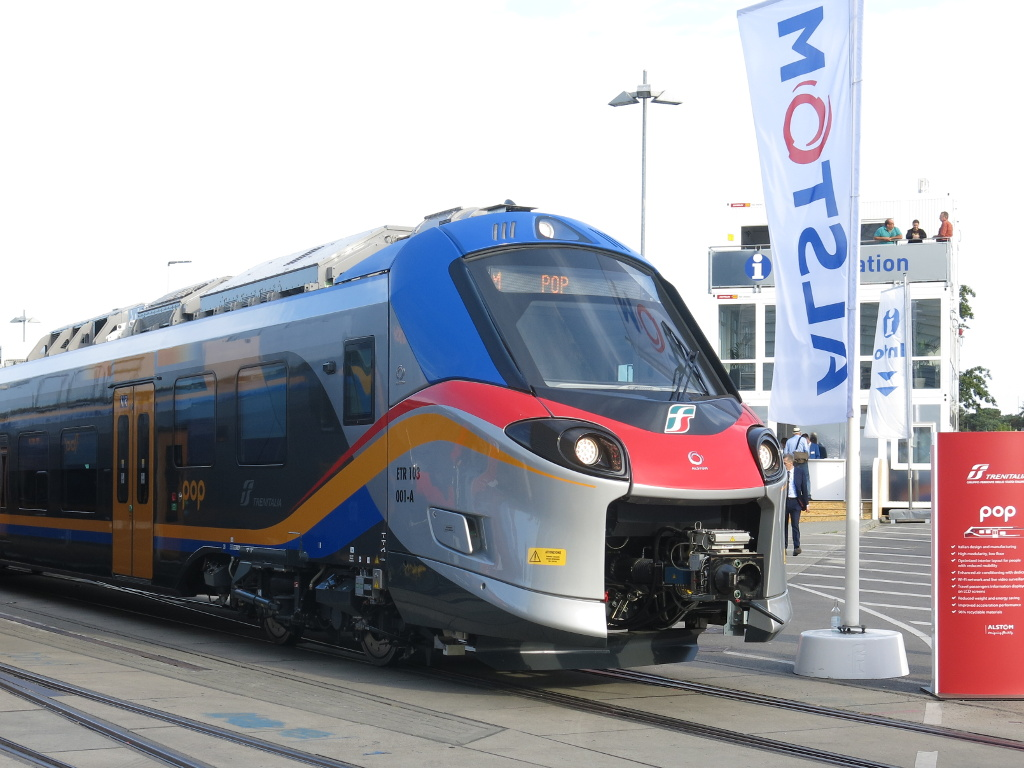
Pop
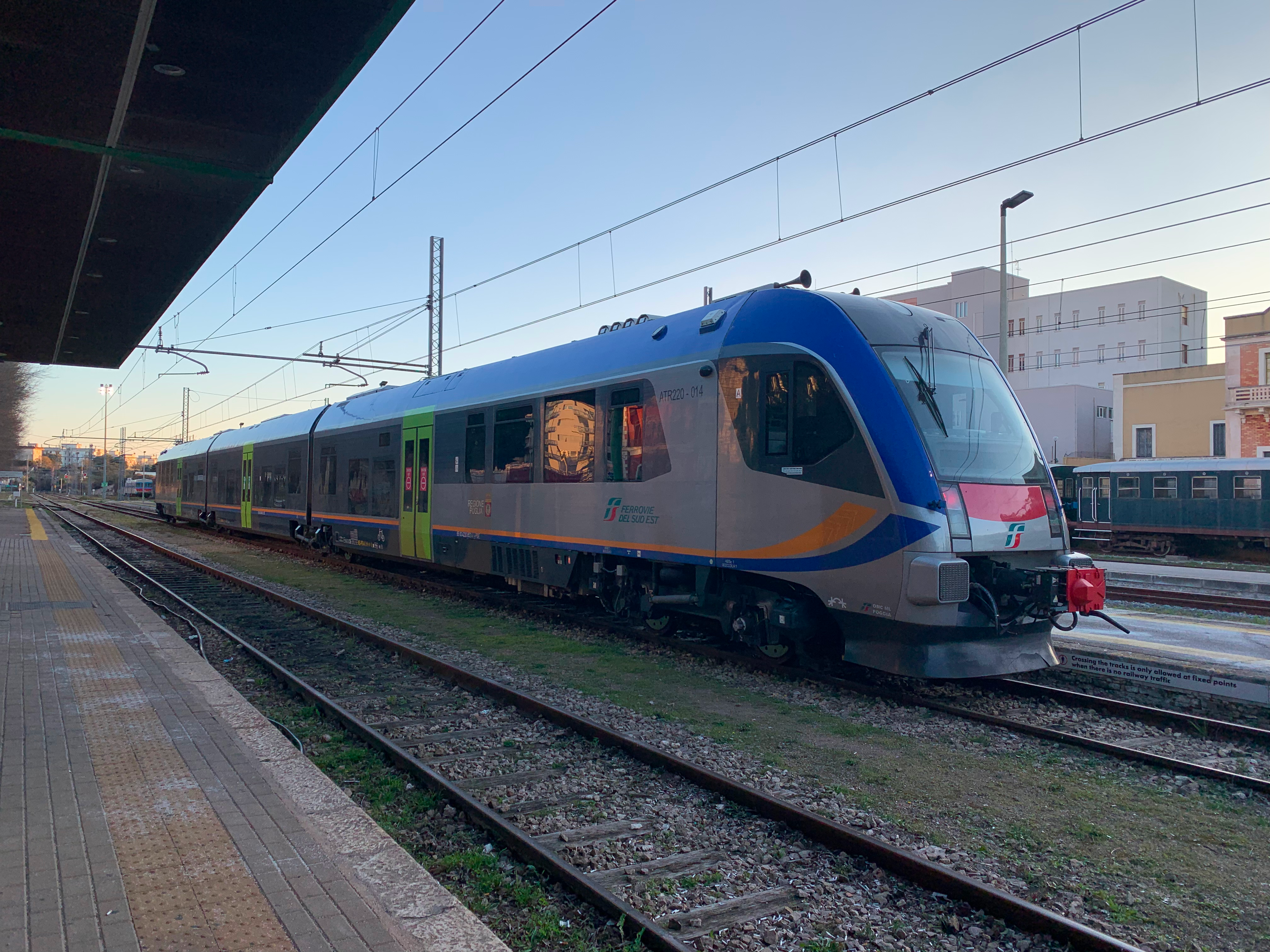
Swing
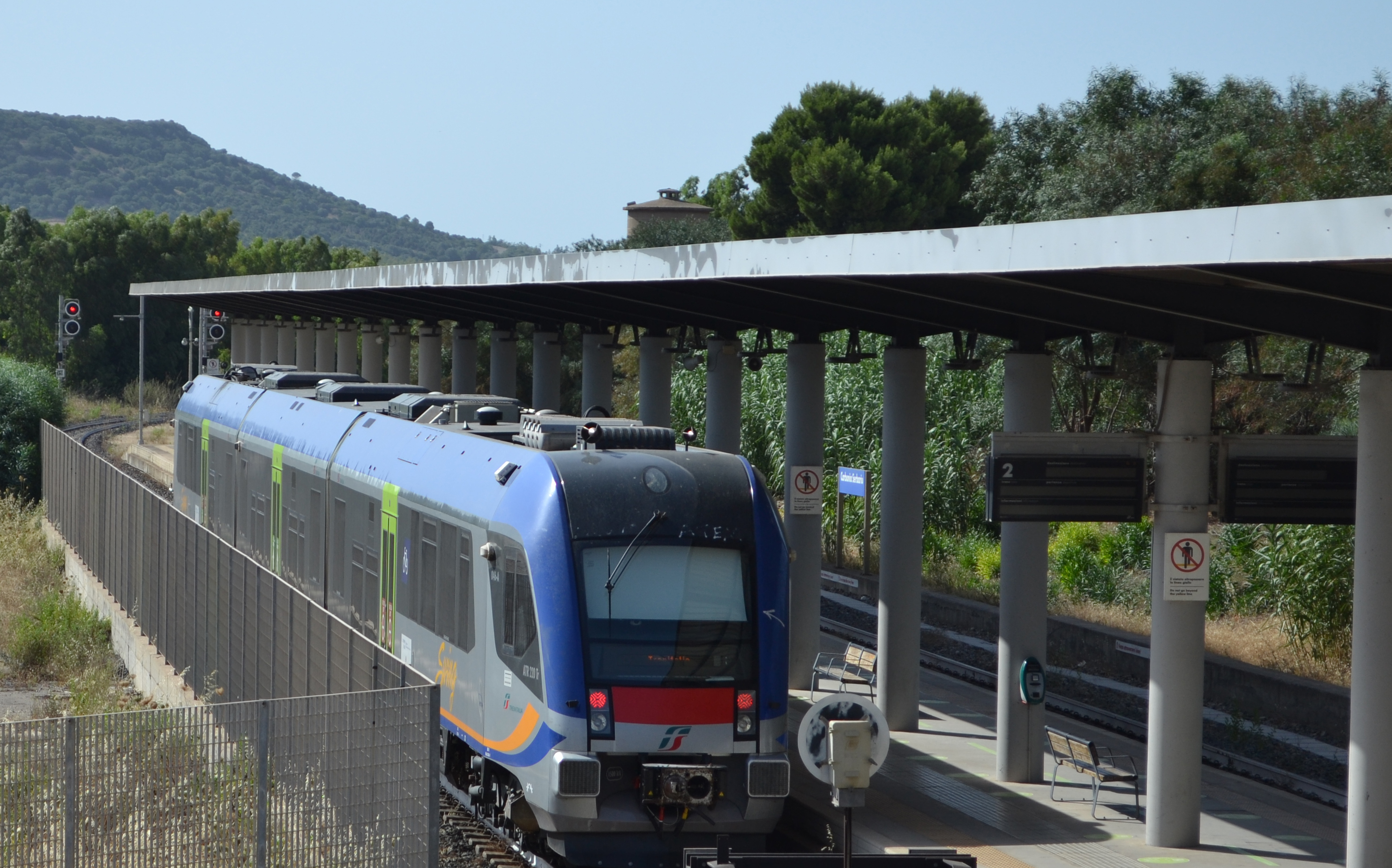
Swing
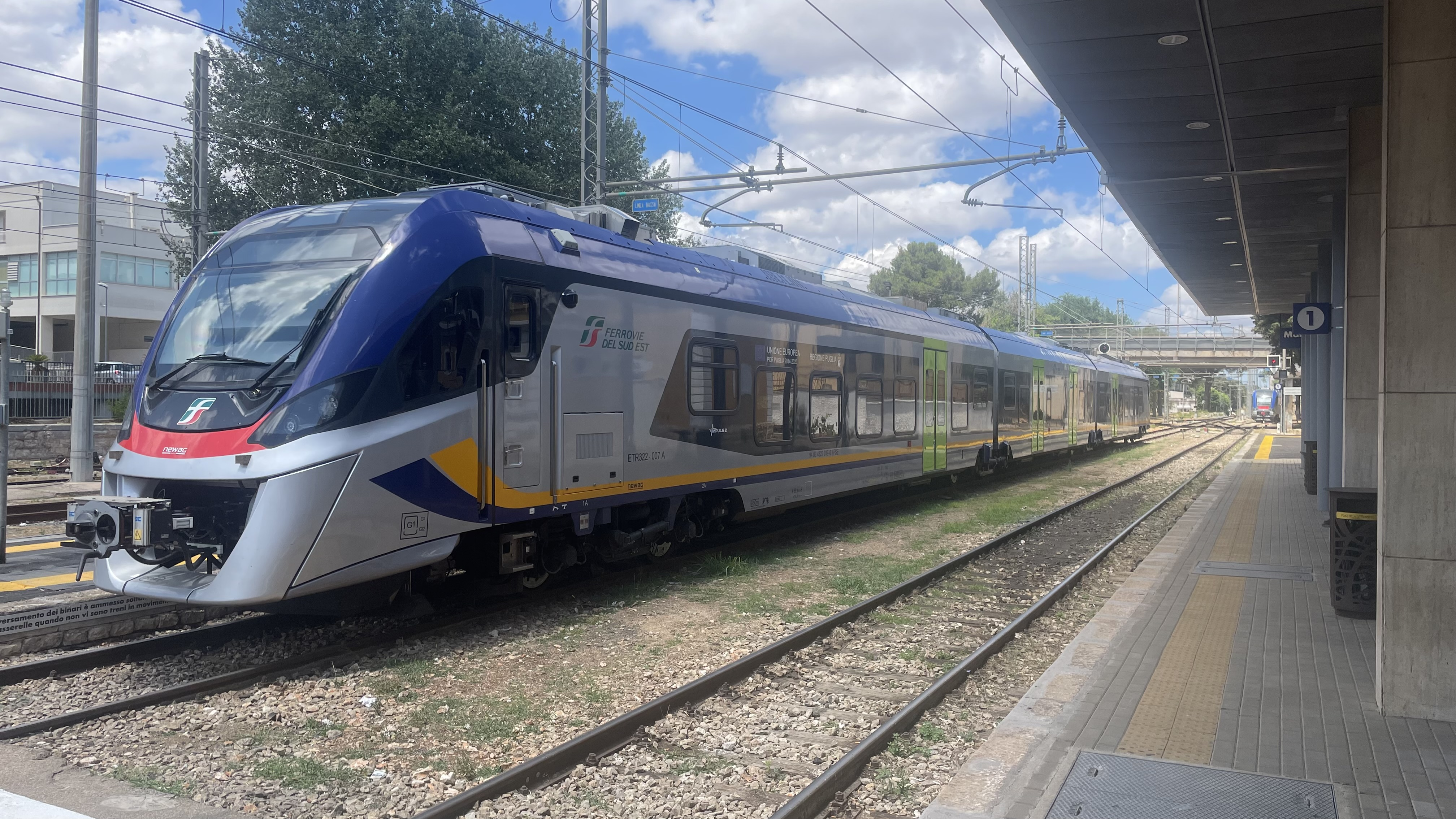
Newag Impuls II

### All'estero
Trenitalia svolge regolarmente servizi esteri grazie a delle controllate o a partnership.
Nel dettaglio le corse giornaliere effettuate sono:
- 70 IRYO (E)
- 10 Trenitalia France (F)
- 500 Trenitalia UK (GB)
- 1 500 Netinera (D)
- 40 Eurocity (CH/D) / Euronight (A/D)
- 280 Hellenic Train (GR)

### Servizi di informazione
I clienti possono avere informazioni in modalità multicanale sull'orario, tariffe, disponibilità di posti, situazione del traffico ferroviario, rimborsi in casi di ritardi, inoltrare reclami, prenotare e acquistare biglietti. Servizi di questo tipo sono accessibili dai centralini, dal sito Trenitalia, dall'App per cellulari e in parte dalle biglietterie automatiche.
L'ICT di Trenitalia è appaltato all'esterno, gestito da diversi anni da AlmavivA S.p.A. - Divisione Transportation (ex Tele Sistemi Ferroviari S.p.A.).
Il servizio ViaggiaTreno permette di vedere in tempo reale dove si trova un convoglio, l'eventuale ritardo, se il treno è garantito o soppresso, o se è stato limitato a una certa stazione. Anche la app Trenitalia, con cui per altro è possibile acquistare biglietti anche in mobilità, consente di inserire il numero del treno e conoscerne lo stato nonché selezionare una stazione e visualizzare il tabellone arrivi e partenze.
Per ViaggiaTreno è disponibile, anche, una versione ottimizzata per i dispositivi mobili che non richiede l'installazione di alcuna app.

## Dati sul parco

### Nel 2004
Nel 2004 il parco operativo si attestava a meno di 63 000 unità.
| Categoria               | Descrizione                   | Numero unità |
| ----------------------- | ----------------------------- | ------------ |
| Trazione                | Locomotive a vapore           | 23           |
| Trazione                | Locomotive elettriche         | 1 873        |
| Trazione                | Locomotive diesel             | 384          |
| Totale trazione         |                               | 2 280        |
| Mezzi leggeri           | Elettrici (ALe, Le)           | 1 125        |
| Mezzi leggeri           | Diesel (ALn, Ln)              | 735          |
| Totale mezzi leggeri    |                               | 1 860        |
| Complessi               | TAF                           | 99           |
| Complessi               | Elettrotreni (di cui ETR 500) | 95 (57)      |
| Totale complessi        |                               | 194          |
| Mezzi di manovra        | Locomotive elettriche         | 5            |
| Mezzi di manovra        | Locomotive/Automotori diesel  | 1 069        |
| Totale mezzi di manovra |                               | 1 074        |
| Trainato                | Carrozze viaggiatori          | 8 010        |
| Trainato                | Bagagliai, postali, altro     | 256          |
| Trainato                | Carri                         | 48 028       |
| Totale trainato         |                               | 57 294       |
| Totale veicoli          |                               | 62 702       |

### A fine 2006 (carri esclusi)

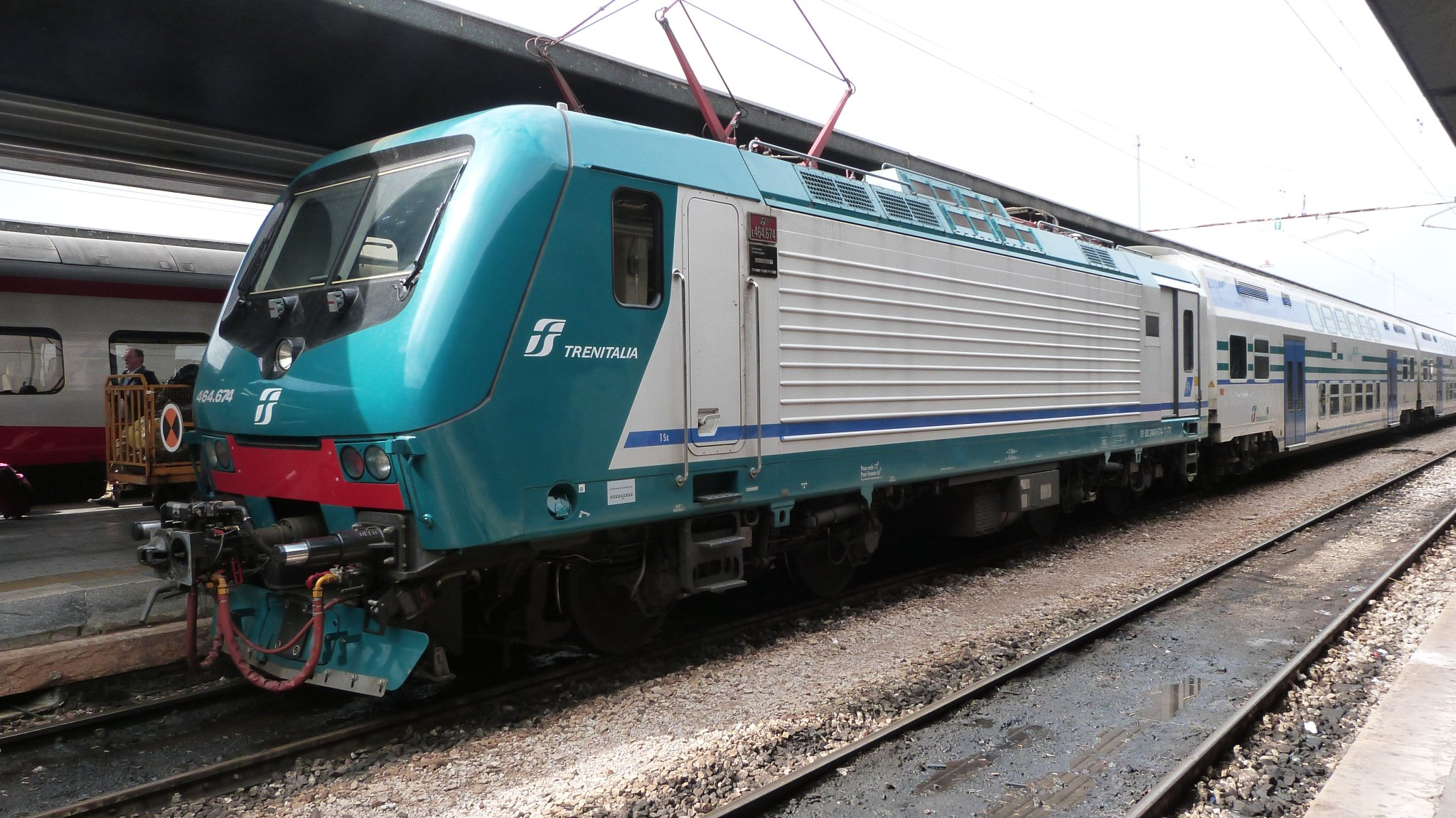
Locomotiva E.464 in livrea XMPR.

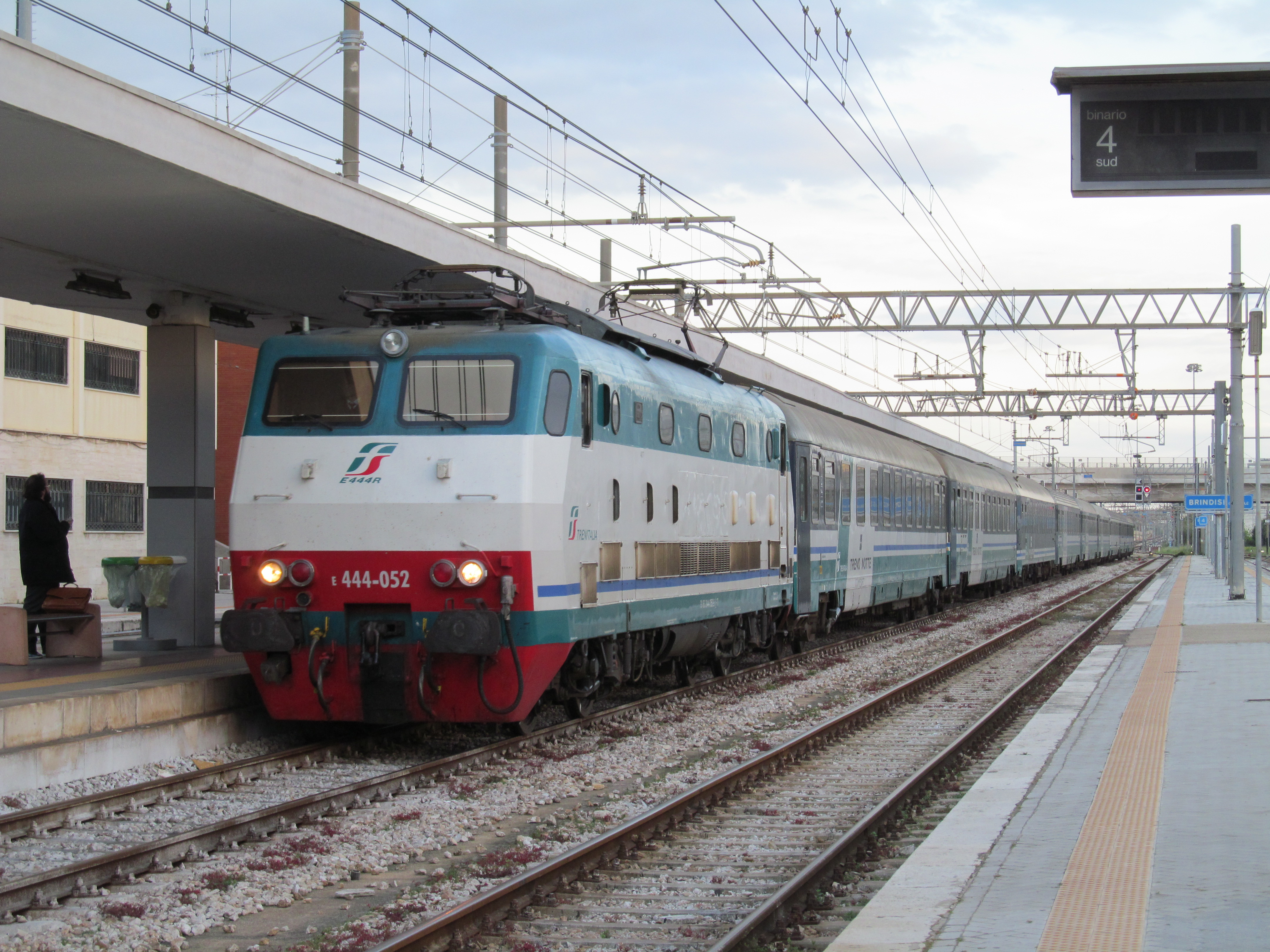
Locomotiva E.444R con al traino un treno intercity notte.

- 2 096 locomotori
- 1 820 mezzi leggeri
- 97 elettrotreni (59)
- 99 Treni ad Alta Frequentazione
- 106 treni Minuetto
- 515 mezzi di manovra
- 8 019 carrozze

### A fine 2008
- 2 040 locomotori
- 1 657 mezzi leggeri
- 98 Treni ad Alta Frequentazione
- 200 treni Minuetto
- 97 elettrotreni (59)
- 1 030 mezzi di manovra
- 7 840 carrozze viaggiatori
- 41 316 carri

Per un totale (con carri, veicoli auto e altro) di 54 592 mezzi complessivi.

### Dal 2009
| Mezzi/Anno                   | 2009   | 2010   | 2011   | 2012   | 2013   | 2014   | 2015   | 2016   | 2017  | 2018  | 2019 | 2020 | 2021 | 2022 | 2023 | 2024 |
| ---------------------------- | ------ | ------ | ------ | ------ | ------ | ------ | ------ | ------ | ----- | ----- | ---- | ---- | ---- | ---- | ---- | ---- |
| Locomotive elettriche        | 1 790  | 1 767  | 1 606  | 1 528  | 1 427  | 1 405  | 1 418  | 1 418  | 910   | 880   |      |      |      |      |      |      |
| Locomotive Diesel            | 323    | 280    | 209    | 203    | 196    | 175    | 175    | 161    | 93    | 88    |      |      |      |      |      |      |
| Mezzi leggeri elettrici      | 965    | 967    | 967    | 933    | 900    | 704    | 595    |        |       |       |      |      |      |      |      |      |
| Mezzi leggeri diesel         | 679    | 677    | 677    | 614    | 604    | 518    | 499    |        |       |       |      |      |      |      |      |      |
| Treni ad Alta Frequentazione | 99     | 90     | 99     | 99     | 98     | 89     | 89     | 89     | 88    | 87    |      |      |      |      |      |      |
| Treni Minuetto               | 200    | 204    | 204    | 195    | 195    | 204    | 204    | 204    | 203   | 203   |      |      |      |      |      |      |
| Treni Jazz                   |        |        |        |        |        | 29     | 70     | 93     | 77    | 123   |      |      |      |      |      |      |
| Treni Flirt                  |        |        |        |        |        | 3      | 3      | 6      | 6     | 10    |      |      |      |      |      |      |
| Treni Swing                  |        |        |        |        |        |        | 21     | 27     | 32    | 32    |      |      |      |      |      |      |
| Elettrotreni                 | 113    | 114    | 114    | 121    | 121    | 112    | 125    | 148    | 155   | 157   |      |      |      |      |      |      |
| Mezzi da manovra             | 836    | 790    | 673    | 610    | 559    | 498    | 453    | 431    | 198   | 178   |      |      |      |      |      |      |
| Carrozze viaggiatori         | 7 847  | 7 476  | 6 951  | 6 288  | 6 314  | 6 259  | 6 140  | 6 205  | 5 262 | 5 009 |      |      |      |      |      |      |
| Carri bisarca e altro        | 185    | 125    | 112    | 50     | 10     | 10     | 10     |        |       |       |      |      |      |      |      |      |
| Carri                        | 30 319 | 30 331 | 28 493 | 25 665 | 20 883 | 19 627 | 19 583 | 19 079 |       |       |      |      |      |      |      |      |

## Materiale rotabile

### Regionali

#### Locomotive
- Elettriche
  - E.464
- Diesel
  - D.445 (servizio passeggeri solo in Toscana)[43]

#### Carrozze
- Carrozze tipo MDVC
- Carrozze tipo MDVE
- Carrozze semipilota UIC-X tipo 1997R-MD
- Carrozze NCDP/CDPTR "Vivalto"

#### Automotrici
Diesel
- ALn 663
- ALn 668
- ALn 776 (ex FCU)
- ALn 501/502 "Minuetto"

Elettriche
- ALe 426 "Taf"
- ALe 501/502 "Minuetto"

#### Elettrotreni
- ETR 234 (acquisiti da GTT, in uso nella Regione Piemonte)
- ETR 324/425 "Jazz"
- ETR 526 (in uso nella regione Trentino-Alto Adige)[44]
- ETR 103/104 "Pop"
- ETR 563/564 (in uso nella Regione Friuli-Venezia Giulia)
- ETR 170/340/343/360 "Flirt" (in uso nella Regione Veneto e nella Regione Trentino-Alto Adige)
- ETR 421/521/621 "Rock"

#### Autotreni
- ATR 220 "Swing"
- ATR 365/465 (in uso nella Regione Sardegna)
- ATR 110/120 "Gtw" (in uso nella Regione Veneto)

#### Ibridi
- BTR 813 "Flirt" (in uso nella Regione Valle d'Aosta e nella Regione Piemonte)
- HTR 312/412 "Blues"

### Alta Velocità
- ETR.400/ ETR.1000
- ETR.460
- ETR.485
- ETR.500
- ETR.600
- ETR.700

### InterCity
Ibridi
- HTR 312/412 "Blues"

#### Locomotive
- Elettriche
  - E.401
  - E.402B
  - E.403
  - E.414
  - E.464

#### Carrozze Lunga Percorrenza
- Carrozze UIC-X
- Carrozze UIC-Z1
- Carrozze Gran Confort
- Carrozza letto

## Società

### Dati legali e iscrizioni
- Denominazione sociale: Trenitalia S.p.A
- Sede Sociale: Piazza della Croce Rossa, 1 - 00161 Roma
- Codice Fiscale, Partita IVA e Registro delle Imprese di Roma: 05403151003
- Capitale sociale: 1 033 358 000 euro

### Principali partecipazioni
Trenitalia detiene le partecipazioni delle seguenti società:
- FS Treni Turistici Italiani - partecipata al 100% da Trenitalia è la società italiana che gestisce il trasporto turistico dei passeggeri.
- Trenitalia UK Ltd – società inglese partecipata al 100% da Trenitalia; gestisce il trasporto dei passeggeri mediante Trenitalia c2c Limited e il 30% di First Trenitalia West Coast (precedentemente Avanti West Coast).
- Trenitalia France (ex Thello) – società partecipata al 100% da Trenitalia; gestisce i collegamenti Frecciarossa Italia Francia tra Milano e Parigi.[46]
- Hellenic Train – partecipata al 100% da Trenitalia.
- Iryo (Ilsa rail) - società spagnola partecipata al 45% da Trenitalia e al 55% dalla compagnia aerea Air Nostrum.[47]
- Netinera Deutschland (ex Arriva Deutschland) – impresa ferroviaria privata operante in Germania partecipata al 100% da Trenitalia.
- Trenord – partecipata al 50% da Trenitalia; gestisce il trasporto ferroviario nella regione Lombardia.
- Trenitalia Tper – partecipata al 74% da Trenitalia, gestisce il trasporto ferroviario nella regione Emilia-Romagna.

### Dati economici, patrimoniali e commerciali
Quella che segue è la tabella di comparazione dei dati finanziari della società Trenitalia s.p.a.
| Anno | Risultato netto di esercizio (in milioni di €) | Margine operativo lordo (in milioni di €) | Risultato operativo (in milioni di €) | Patrimonio netto (in miliardi di €) | Dipendenti |
| ---- | ---------------------------------------------- | ----------------------------------------- | ------------------------------------- | ----------------------------------- | ---------- |
| 2024 | -208                                           | 2242                                      | 343                                   |                                     |            |
| 2023 | 100                                            | 2228                                      | 338                                   |                                     |            |
| 2022 | 202                                            | 2212                                      | 262                                   |                                     |            |
| 2021 |                                                |                                           |                                       |                                     |            |
| 2020 |                                                |                                           |                                       |                                     |            |
| 2019 |                                                |                                           |                                       |                                     |            |
| 2018 | 256,80                                         | 1 483,7                                   | 386,1                                 | 2 649                               | 27 469     |
| 2017 | 276,2                                          | 1 585,7                                   | 399,1                                 | 2 387                               | 27 602     |
| 2016 | 230,1                                          | 1 480,4                                   | 511,9                                 | 2 328                               | 31 393     |
| 2015 | 230,1                                          | 1 455,8                                   | 380,7                                 | 2 234                               | 31 393     |
| 2014 | 59,5                                           | 1 455,8                                   | 288                                   | 1 949                               | 31 802     |
| 2013 | 181,5                                          | 1 385,3                                   | 431,7                                 | 1 916                               | 32 489     |
| 2012 | 206,5                                          | 1 350,2                                   | 418,3                                 | 1 617                               | 34 819     |
| 2011 | 156,4                                          | 1 350,2                                   | 418,3                                 | 1 617                               | 34 819     |
| 2010 | 73,1                                           | 1 270,4                                   | 341,9                                 | 1 463                               | 39 668     |
| 2009 | 20                                             | 982                                       | 283                                   | 1 168                               | 42 174     |
| 2008 | 42                                             | 919                                       | 337                                   | 1 168                               | 47 686     |
| 2007 | 402                                            | 240                                       | 66                                    | 1 033                               | 51 567     |

## Organizzazione
Trenitalia S.p.A. si suddivide in:
- Direzione Business Regionale
- Direzione Business InterCity
- Direzione Business Alta Velocità
- Direzione risorse umane e organizzazione
- Direzione strategie, pianificazione, regolazione e sostenibilità
- Direzione audit
- Direzione affari legali, societari e compliance
- Direzione amministrazione, finanza e controllo
- Direzione controllate estere
- Direzione marketing
- Direzione pianificazione industriale
- Direzione Tecnica (precedentemente Direzione ingegneria, sicurezza e qualità di sistema e Direzione tecnica e acquisti industriali): gestisce 8 "Officine grandi riparazioni" (dette in passato OGR, oggi OMC), impianti altamente specializzati per le manutenzioni pesanti su determinati tipi di veicoli.
- Direzione Protezione Aziendale
- Business Development Internazionale
- Risk Officer

Da notare che il personale che lavora a bordo treno (capitreno, macchinisti) è dipendente di Trenitalia S.p.A., così come quello in servizio nelle biglietterie ma il personale che gestisce il traffico (capistazione, deviatori) è dipendente di Rete Ferroviaria Italiana - RFI S.p.A., perché proprietaria dell'infrastruttura.
Trenitalia monitora la circolazione finanziaria dei propri treni attraverso 16 Sale Operative Regionali, 3 Sale di Prodotto (Frecciarossa, Frecciargento, Frecciabianca), 5 Sale per i Servizi di Base 5 Sale Direttrice per i Servizi di Base (Direttrice Trasversale, Direttrice Tirrenica Nord, Direttrice Adriatica, Direttrice Dorsale, Direttrice Tirrenica Sud) e 9 Sale Operative Territoriali per i servizi merci.
Il tutto è supervisionato dalla Sala Operativa Trenitalia dipendente da Direzione Pianificazione Industriale, che si attiva in caso di eventi che coinvolgono più divisioni sebbene venga comunque costantemente informata dai presidi territoriali di cui sopra della situazione in tempo reale, occupandosi anche della gestione e dell'aggiornamento del sito "Viaggiatreno.it".
Le Sale Operative oltre a monitorare la circolazione ferroviaria nel territorio di competenza, pianificano autobus sostitutivi in caso di criticità nella circolazione ferroviaria e diffondono gli annunci sonori a bordo treno tramite connessione GPRS (annunci di servizio, prossima fermata, ritardi).